# Chiroteuthoidea
Chiroteuthoidea Gray, 1847 è una superfamiglia di molluschi cefalopodi decapodiformi, una delle sette appartenenti all'ordine Oegopsida.

## Descrizione
I membri di questa superfamiglia condividono le particolarità già presenti negli Oegopsida, come l'assenza di una tasca per i tentacoli, e sono inoltre caratterizzati dalla presenza di ammoniaca nei tessuti allo scopo di alleggerire l'animale e favorire il galleggimento. Il corpo è poco muscoloso, le pinne sono generalmente inserite all'estremità posteriore del corpo la quale si prolunga in una coda molto allungata che ospita l'estremità del gladio almeno in alcune fasi dello sviluppo.

## Tassonomia
La superfamiglia comprende le seguenti sette famiglie:
- Batoteuthidae R. E. Young & Roper, 1967
- Chiroteuthidae Gray, 1849
- Joubiniteuthidae Naef, 1922
- Magnapinnidae Vecchione & R. E. Young, 1998
- Mastigoteuthidae A. E. Verrill, 1881
- Promachoteuthidae Naef, 1912